# Agnete Olsen
Agnete Olsen (Copenaghen, 22 dicembre 1909 – Comune di Roskilde, 13 settembre 1997) è stata una nuotatrice danese.
Ha partecipato ai Giochi di Parigi 1924 e di Amsterdam 1928, gareggiando nei 100m sl e nella Staffetta 4x100m sl.
Era la sorella della anch'essa nuotatrice olimpica Rigmor Olsen.